# Ambassade des États-Unis en Ukraine
L'ambassade des États-Unis en Ukraine, est la représentation diplomatique des États-Unis auprès de l'Ukraine. Elle est située au no 2, rue Sikorsky à Kiev.

## Histoire
Les États-Unis reconnaissent l'indépendance de l'Ukraine le 26 décembre 1991 et ouvrent leur ambassade à Kiev le 22 janvier 1992.